# ベルジアン・シェパード・ドッグ・マリノア
ベルジアン・シェパード・ドッグ・マリノア（英：Belgian Malinois）とは、ベルギー原産の牧羊犬種である。ベルジアン・シェパード・ドッグの愛好家などからは単にマリノアと呼ばれることもある。

## 歴史
もともとはベルジアン・シェパード・ドッグ・タービュレン、ベルジアン・シェパード・ドッグ・グローネンダール、ベルジアン・シェパード・ドッグ・ラケノアと同一犬種と見られ、ベルジアン・シェパード・ドッグとして一からげにまとめられていた。19世紀になるとこれらの主な使役であった牧羊が機械化されてしまったことにより仕事が減り、絶滅の危機に瀕してしまった。そのため、これらを研究・保護するためのプロジェクトが発足し、ベルギー国内のどの地域に何頭のベルジアン・シェパード・ドッグが生き残っているか調査が行われた。
この調査の目的はスタンダードの確立・統一を図ることではあったが、地域ごとと4タイプに分化していて、それぞれがはっきりと犬種として認識できるほどの特徴を備えていたため、それぞれ別の犬種クラブが立てられてブリーディングが行われるようになった。
マリノアはメッヘレン（英：Mechelen）町原産のベルジアン・シェパード・ドッグで、主に牧羊犬として羊の誘導を行うのと番犬として見張りをするのに使われていた。現在はこのほかに警察犬や麻薬探知犬、国境警備犬としても使われている。
グローネンダール、タービュレン、ラケノアに比べると実用に特化した犬種で、あまりペットやショードッグとしては多く飼育されていない。しかし、実用犬として複数の国で使役されていて、ベルギーやイギリス、アメリカ合衆国などでは警察犬としてよく飼育されている犬種である。日本では珍しさからほとんどが実用犬としてでなくペットやショードッグとして飼育されていて、少数だが毎年国内登録がある。
2019年10月、アメリカ軍の軍犬であるマリノアのコナンは、ISILの指導者を襲撃するカイラ・ミューラー作戦に参加。指導者を追い詰める最終局面で負傷した。ドナルド・トランプ大統領は、ツイッターにてアメリカの英雄として称えた。

## 特徴
ベルジアン・シェパード・ドッグの中で唯一ショートコートを持つ犬種である。コートはさらりとした手触りで、毛色はフォーンでブラックマスクがあるもの。マズルと脚は長く、ボディは筋肉質で引き締まっている。耳は立ち耳で、尾は垂れ尾。体高56 - 66cm、体重27.5 - 28.5kgの大型犬で、性格は主人家族に対しては忠実で優しいが、警戒心が強い。しかし友好的な性格も持ち合わせていて、仔犬のうちから人や犬と積極的に接させることでその性格を引き出すことが出来る。グローネンダール、タービュレン、及びラケノアに比べると室外で飼育するのに向いた犬種で、運動量もそれらより多めである。しつけの飲み込みがとてもよく、状況判断力に富み身体能力が高い。かかりやすい病気は股関節形成不全とアレルギーである。